# Paresi
La paresi è un disturbo che consiste in una diminuzione parziale della motilità di un distretto muscolare. Si distingue dalla plegia o paralisi propriamente detta, in cui vi è la perdita completa non reversibile dell'attività motoria; il termine paralisi è comprensivo di tutte le forme di paresi (paralisi parziale) e di plegia (paralisi totale).

## Presentazione clinica
Si manifesta con la perdita della forza e lieve ipotonia muscolare, e può interessare un solo arto (monoparesi) o entrambi gli arti dello stesso lato (emiparesi) oppure i due arti inferiori (paraparesi), oppure tutti i quattro arti (tetraparesi). Può interessare anche muscoli facciali.

## Eziologia
Una paresi è dovuta a compromissione parziale delle vie nervose motorie piramidali, e si manifesta soprattutto in caso di lesioni circoscritte della corteccia cerebrale, ove le cellule motorie sono distribuite su un'ampia area.

## Prognosi
Spesso la paresi costituisce un disturbo reversibile, suscettibile cioè di regredire in un tempo più o meno lungo, a volte con l'aiuto di medicinali.